# Расов, Сергей Александрович
Серге́й Алекса́ндрович Ра́сов (9 февраля 1964, Караганда, СССР — 31 декабря 2016, Свердловская область, Россия) — российский и казахстанский журналист. Лучший журналист года’2005 по версии журнала «Журналист». Обладатель премии «Dot-Журналистика» 2012 года в номинации «За пределами Рунета».

## Биография
Родился в Караганде 9 февраля 1964 года.
В 1986—1991 гг. учился в Ленинградском государственном университете на философском факультете (специализация — политология). Также окончил Московскую школу политических исследований и Вологодскую школу публичной политики.
После окончания университета по распределению уехал в Казахстан. Работал преподавателем в Карагандинском госуниверситете. В 1996 году был одним из основателей первой независимой радиостанции «Терра» (г. Караганда). Возглавлял на радиостанции службу информации.

### Работа в Вологде
В 2000 году переехал вместе с семьей на постоянное место жительства в город Вологду, работая политическим обозревателем и заместителем главного редактора в газете «Наш регион» и руководителем новостной службы «Эха Москвы в Вологде». Также работал в газете «Русский север».
16 мая 2003 года Сергей Расов был избит депутатом городской думы Вадимом Копыловым по причине неприязни к его профессиональной деятельности. По заявлению Расова прокурор области возбудил уголовное дело по двум статьям — «Оскорбление» и «Нанесение легких телесных повреждений». Спустя три месяца уголовное дело в отношении Копылова было прекращено.
В 2003 году пытался баллотироваться в депутаты в Вологодскую городскую Думу, но не был зарегистрирован даже в качестве кандидата в депутаты. 10 ноября Территориальная избирательная комиссия всё же зарегистрировала его кандидатом. 23 октября, в ходе кампании, обратился в органы внутренних дел по поводу утери паспорта гражданина РФ.
В 2005 году журналом «Журналист» был удостоен звания «Лучший журналист года» за серию статей о местном самоуправлении.

### Работа в Казахстане
В 2006 году С. А. Расов вновь переехал в Караганду. О переезде в Казахстан он рассказал впоследствии в интервью:
«Мне действительно пришлось уехать из Вологды по двум причинам. Во-первых, та атмосфера удушения независимых СМИ в регионе и, соответственно, ангажированность прессы мне, мягко говоря, не нравилась. Во-вторых, были и личные, семейные причины, но о них я распространятся не стану. Смысл быть политическим обозревателем на Вологодчине неуклонно стремился к нулю. Всех или почти всех, или купили, или запугали, или отбили у них охоту заниматься публичной политикой супротив „партии власти“ и губернатора Позгалева, который эту самую власть и представляет. Заниматься же „садом-огородом“, писать о коммуналке или социалке, мне просто неинтересно».
После этого жил в Казахстане, оставаясь российским гражданином. Был экспертом фонда «Стратегия» (Казахстан), Московской школы политических исследований, «Института посткризисного общества» (Россия), Международного экспертного Центра Избирательных Систем /ICES/(Израиль). Писал для с сетевых ресурсов Киргизии, России, Израиля, Польши.
В ходе состоявшегося 16-18 июля 2010 года в Одессе семинара «Миграционные процессы в Европе: состояние и перспективы» стал победителем конкурса эссе и журналистских работ и был представлен как политический обозреватель портала Politcom.ru.
В августе 2010 года Сергей Расов обвинил издание «Литер» в приписывании ему статьи, которую он не писал, предположив, что это может быть провокацией накануне визита президента Узбекистана в Астану.
1 декабря 2010 года Сергей Расов стал победителем конкурса «На лучшее освещение правозащитных вопросов», проводившегося Институтом по освещению войны и мира (IWPR), в рамках проекта «Защита прав человека и правозащитное образование посредством СМИ в Центральной Азии».
19 апреля 2012 года С. Расов стал обладателем премии «Dot-Журналистика» в номинации «За пределами Рунета» (лучший журналистский материал на русском языке, вышедший в СМИ за пределами России) за статью «Как Kaznet-чиновники огуглились».
28 апреля 2012 года Сергей Расов был задержан полицией во время митинга несогласных в Караганде, несмотря на предъявленное им удостоверение журналиста.
28 ноября 2012 года Расов стал серебряным призёром российского конкурса «Журналисты России против террора» в номинации «Идеология терроризма и религиозного экстремизма: как ей противостоять».
В сентябре 2013 года Сергей Расов работал в качестве журналиста на саммите G20 в Санкт-Петербурге.
Умер в ночь с 30 на 31 декабря 2016 года. Похоронен под Екатеринбургом.

## Конфликт с губернатором Вячеславом Позгалёвым
В декабре 2005 года губернатор Вологодской области Вячеслав Позгалёв во время встречи с ветеранским активом в непарламентских выражениях раскритиковал журналиста Сергея Расова за публикацию по поводу проекта «Великий Устюг — родина Деда Мороза». Расов счёл себя оскорблённым и подал в суд на губернатора. Среди прочего, он требовал один миллион рублей в качестве компенсации за нанесённый моральный вред.
Сам Позгалёв с первых же дней заявлял, что ничего подобного не говорил и журналиста не оскорблял. В проправительственных СМИ появились унизительные статьи в адрес С. А. Расова. Городской суд отказал в иске журналисту на том основании, что отсутствует оригинальная аудиозапись слов губернатора, а опрос свидетелей не подтвердил слова Расова. Его адвокат Олег Сурмачёв заявил по этому поводу:
«На наш взгляд, он себя ведет как лицо, поверившее в свою исключительность, и от этого утратило чувство реальности, которое может во всех СМИ заявить, что извиняется перед всеми мусульманами мира за то, что одна из вологодских газет перепечатала карикатуры на пророка Мухаммеда с сайта датской газеты. А вот конкретно признать свою вину по оскорблению русского православного журналиста Сергея Расова он просто не желает, так как не считает себя перед ним виновным».
Впоследствии суд несколько раз откладывался. В. Е. Позгалёв лично на судебные заседания не являлся, его интересы представлял юрист Николай Алексеев из Правительства Вологодской области. В итоге, суд решил, что ни показания свидетелей, ни представленные доказательства не доказывают вину губернатора.

На суде Расов заявил:
«Еще более странно, что представитель господина Позгалева возражал против прослушивания записи журналистами, которые непосредственно её делали и с ней работали для выпуска новостей на радиостанции „Премьер“. Мол, времени прошло много и вряд ли они вспомнят запись. Так в чем проблема? Пусть бы свидетели сами так и сказали, да, прослушали, но не можем утверждать аутентичность данной записи, так как с памятью у нас проблемы… Или бы журналисты утверждали обратное, да, это та самая запись…

Напомню, уважаемому суду, что речь идет не о случайных свидетелях выступления господина Позгалева, а о профессиональных журналистах. К примеру, если мне сейчас предоставить текст моей статьи, трехмесячной давности, я смогу сказать, искажен ли её смысл вторжением или нет».
Позднее появилась информация, что для обеспечения своей победы в суде Вячеслав Позгалёв направил на строительство здания областного суда финансирование.
В начале марта 2006 года стало известно, что Олег Сурмачёв может лишиться адвокатского статуса.
В апреле 2006 года Вологодский городской суд отклонил иск журналиста, решив, что свидетельские показания не подтверждают факт распространения порочащих сведений вологодским губернатором в отношении Сергея Расова. 19 мая того же года областной суд не стал отменять решения нижестоящей инстанции.

## Личная жизнь
Был женат на журналистке Юлии Расовой (Виговской), есть дочь Вероника.